# Haywards Heath
Haywards Heath è una città di 22 800 abitanti della contea del West Sussex, in Inghilterra.

## Origine del nome
Il nome Hayward deriva forse dal termine inglese antico che indicava un incaricato che stava a guardia delle recinzioni utilizzate per confinare il bestiame in un determinato terreno.

## Monumenti e luoghi d'interesse
- Chiesa di Tutti i Santi, nel villaggio di Lindfield

## Amministrazione

### Gemellaggi
- Bondues
- Traunstein